# Сентиментальний агент
«Сентиментальний агент» («Agent trouble») — французький кінофільм-трилер 1987 року, знятий режисером Жаном-П'єром Мокі, з Катрін Денев у головній ролі.

## Сюжет
Жінка Аманда Вебер (Катрін Денев) намагається самостійно розкрити вбивство свого племінника, але зустрічає опір урядових агентів, які чомусь не зацікавлені у тому, щоб справжнього злочинця було спіймано.

## У ролях
- Катрін Денев: Аманда Вебер
- Рішар Боренже: Алекс, антиквар
- Том Новембре: Вікторіан, племінник Аманди
- Домінік Лаванан: Катрін «Карен» Даріллер
- Софі Мойз: Дельфіна, співробітниця і коханка Алекса
- Крістін Скотт Томас: Жюлі, коханка Вікторієна
- Елена Менсон: пані Сакман, директорка музею
- Ерве Пошон: Тоні, спільник Алекса
- Шарль Варель: Норбер, водій автобуса
- Максім Леру: доктор Армс
- Сільві Жолі: Една, подруга Аманди
- П'єр Ардіті: Станіслас Готьє, колишній чоловік Аманди
- Антуан Майор: Тентен
- Домінік Зарді: доглядач Аманди
- Ізабель Мерго: офіціантка
- Жак Буде: письменник-етнолог
- Жан-П'єр Кламі: доглядач зоопарку
- П'єр-Марсель Ондер: власник автобуса
- Жан Абейє: Фермер
- Габі Аґостон: адміністратор хостелу
- Френкі Пейн: турист
- Елізабет Віталі: практикантка в музеї
- Крістіан Шово: офіціант у готелі
- Жан Шерліан: відвідувач у домі Тінтіна
- Венсан Ферніо: роль другого плану
- Жан-П'єр Мокі: агент DST
- Жан-Марі Бланш: турист
- Моріс Ламі: Гном
- Жан-Клод Ромер: музейний працівник
- Анна Замберлан: туристка
- Рашид Мебаркі: офіціант

## Знімальна група
- Режисер: Жан-П'єр Мокі
- Сценарист: Жан-П'єр Мокі
- Оператор: Вільям Любчанскі
- Композитор: Габрієль Яред
- Художник: Мішель Аббе-Ванньє
- Продюсери: Моріс Бернар, Жан-П'єр Мокі